# Opština Mali Iđoš
Opština Mali Iđoš (srbsky Општина Мали Иђош) je srbská základní jednotka územní samosprávy v autonomní oblasti Vojvodina. V roce 2002 zde žilo 13 494 obyvatel Sídlem správy opštiny je město Mali Iđoš.

## Sídla
V opštině se nachází celkem 3 sídla.
- Lovćenac
- Mali Iđoš
- Feketić

## Národnostní složení (2002)
- Maďaři – 55,92%
- Černohorci – 20,83%
- Srbové – 17,46%
- Romové – 1,02%